# Altenberga
Altenberga est une commune allemande de l'arrondissement de Saale-Holzland, Land de Thuringe.

## Géographie
Altenberga se situe le long de la Saale.
| Milda     |                      | Rothenstein   |
|           | Altenberga           | Schöps        |
| Reinstädt | Kahla Bibra Gumperda | Großpürschütz |

La commune comprend les quartiers d'Altenberga, Altendorf, Greuda et Schirnewitz.

## Histoire
Altenberga est mentionné pour la première fois en 1266. Le château-fort, dont il y a des ruines, servait à la sécurité de la crête et de sa voie de communication. Après plusieurs guerres locales, il est détruit lors de la guerre des frères saxons en 1450 puis réparé.
En 1743, on bâtit un grand domaine qui remplace le château comme demeure de la noblesse.
Une pierre commémorative dans le cimetière indique l'assassinat par les SS de neuf détenus de camp de concentration inconnus au cours d'une marche de la mort en avril 1945.

## Source de la traduction
- (de) Cet article est partiellement ou en totalité issu de l’article de Wikipédia en allemand intitulé « Altenberga » (voir la liste des auteurs).